# Arachinsäure
Arachinsäure oder Eicosansäure ist eine chemische Verbindung aus der Gruppe der gesättigten höheren Fettsäuren. Es ist ein weißer flockiger Feststoff, der unter normalen Umgebungsbedingungen stabil ist. Der Name Arachinsäure leitet sich vom botanischen Namen Arachis hypogaea für Erdnuss ab. Ihre Salze und Ester heißen Arachinoate (systematisch auch Eicosanoate).

## Vorkommen
Arachinsäure kommt mit Glycerin verestert in verschiedenen Speiseölen vor, so zum Beispiel in Erdnussöl (1,5 %), Kakaobutter, Sojaöl (0,5 %), Sonnenblumenöl (0,5 %) und im Rapsöl, sowie im Baumwollsamenöl und Leinöl.
Sie kommt in den Samenölen von sehr vielen Pflanzenarten in Konzentration von bis zu 45 % vor z. B. im Isanoöl (Ongokea gore) oder im Samenfett verschiedener Nephelium-Arten (Rambutanfett, Kusumöl, Pulasanfett) sowie des Waschnussbaums (Sapindus saponaria) zu über 30 %, oder in der Kokosnuss (Cocos nucifera) und in Kernen der Mango und vom Granatapfel zu ca. 3 %, der  Wassermelone (Citrullus lanatus) ca 4 %, sowie der Echten Limette (Citrus × aurantiifolia) ca. 6–7 %. Aber auch im  Kulturapfel (Malus domestica) findet sie sich teilweise bis zu ca. 13 %. Sie ist auch im Milchfett, Tierfett und in Muttermilch zu finden.

## Gewinnung und Darstellung
Arachinsäure kann durch Hydrierung von Arachidonsäure gewonnen werden.

## Eigenschaften
Durch Reduktion von Arachinsäure kann 1-Eicosanol gewonnen werden.